# 令尹
令尹，一般指楚國宰相，徐、越、巴等國受楚國影響亦設令尹。一說其名源於伊尹，但亦存爭議。
楚武王時設置令尹，入則領政、出則統軍。直到楚國被秦國所滅，令尹一直是楚國的最高官職，兼有中原諸侯國相、將的權力。令尹一般都由楚王的親族出任，非王族擔任令尹的，可考證的只有楚文王時的彭仲爽（申國平民），以及楚悼王時的吳起（魏國將軍）兩人而已。
楚国行政官制多以“尹”为名，令尹执一国之柄，为百官之长；军事官制以柱国为名，上柱国执一国之军，为各军之长。令尹、柱国居上卿之位，多由楚国的公族成员及其后裔充任。

## 历代令尹

### 楚
- 鬬祁：前690年前后[6]
- 彭仲爽：前688年以后-前683年以后[7]
- 葆申[8]
- 公子善（字子元）前675年以前-前664年[9]
- 鬬㝅於菟（字子文）：前664年-前637年[10]
- 成得臣（字子玉）：前637年-前632年[11]
- 蒍呂臣（字子皮）：前632年-前629年[12]
- 鬬勃（字子上）：前629年-前627年[13]
- 成大心（字孙伯）：前627年-前615年[14]
- 成嘉（字子孔）：前615年-前612年[15]
- 鬬般（字子扬）：前612年-前611年[16]
- 鬬椒（字伯棼）：前611年-前605年[16]
- 虞丘（字子桱）
- 蒍敖（字孙叔）：前605年以后—前596年以后[17]
- 子佩
- 公子婴齐（字子重）：前593年以前—前570年[18]
- 公子壬夫（字子辛）：前570年-前568年[19]
- 公子贞（字子囊）：前568年-前559年[20]
- 公子午（字子庚）：前558年-前552年[21]
- 公子追舒（字子南）：前552年-前551年[22]
- 蒍子冯：前551年-前548年[22]
- 屈建（字子木）：前548年-前545年[23]
- 公子围（楚灵王）：前545年-前541年[24]
- 薳罢（字子蕩）：前541年-前529年[25]
- 公子黑肱（字子皙）：前529年[26]
- 鬬成然（字子旗）：前529年-前528年[27]
- 阳匄（字子瑕）：前528年-前519年[28]
- 囊瓦（字子常）：前519年-前506年[29]
- 公子申（字子西）：前505年-前479年[30]
- 沈诸梁（字子高）：前479年-前478年[7]
- 公孙宁（字子国）：前478年-前475年以后[7]
- 舍（字子发）：前447年[31]
- 郚公子春，楚惠王晚期到至少楚简王八年
- 吴起（楚悼王时期）
- 州侯
- 昭奚恤（楚宣王时期）
- 鄂君子晳
- 昭阳（楚威王，楚怀王时期）
- 景鲤（楚怀王时期）
- 子椒
- 昭鱼（字子士，楚怀王、楚顷襄王时期）
- 子兰（楚顷襄王时期）
- 春申君黃歇（楚考烈王时期）
- 李园（楚幽王时期）
- 呂青（楚后怀王时期）

### 徐
- 諸稽荊：春秋晚期[1]

### 越
- 宋：前441年前後[2]